# Antiopa (Amazonka)
Antiopa (także Antiope, gr. Ἀντιόπη Antiópē, łac. Antiope) – w mitologii greckiej królowa Amazonek, walecznych kobiet znad Morza Czarnego. Po porwaniu przez Tezeusza została jego żoną. Przed śmiercią urodziła mu syna Hippolytosa (Hipolit).
Królowa Amazonek Antiopa jest także jedną z bohaterek opery z muzyką Antonia Vivaldiego i librettem Antonia Salviego Ercole su'l Termodonte. W tej mitologicznej wersji ma ona jednak córkę, Martesję, a ukochaną Tezeusza jest siostra królowej, Hipolita.